# Famintos de Sacará
Famintos de Sacará (em inglês: The Starving of Saqqara) é o nome dado a uma estátua de supostas origens egípcias pré-dinásticas. A estátua de dois seres nus sentados (possivelmente um homem e uma mulher) com grandes crânios e corpos magros tem uma escrita ainda não identificada nas costas de uma das figuras. Vincent e Olga Diniacopoulos, que acumularam uma grande coleção de antiguidades, trouxeram a obra ao Canadá na década de 1950. A escultura foi exibida na década de 1950 na Galerie Ars Classica, de propriedade familiar, na Sherbrooke Street, em Montreal. O nome Sacará refere-se ao cemitério de Mênfis, no Egito. Não se sabe como o nome foi anexado ao artefato.
A estátua está na Universidade Concórdia desde 1999. Especialistas da Universidade de Cambridge, Museu Britânico, Museu do Brooklyn, Museu de Israel e Museu Real de Ontário foram todos consultados, sem sucesso. Determinou-se que a escrita na estátua não é aramaico, demótico, egípcio, hebraico ou siríaco. Um especialista, Clarence Epstein, sugere que representa um par de cativos conquistados. A escultura foi exibida ao público de 16 a 18 de março de 2011. Ela pode ser vista no átrio do Complexo Integrado de Engenharia, Ciência da Computação e Artes Visuais de Concórdia.